# Apometriocnemus fontinalis
Apometriocnemus fontinalis är en tvåvingeart som beskrevs av Ole Anton Saether 1985. Apometriocnemus fontinalis ingår i släktet Apometriocnemus och familjen fjädermyggor.
Artens utbredningsområde är Tennessee. Inga underarter finns listade i Catalogue of Life.